# St. Michael (Hösbach)

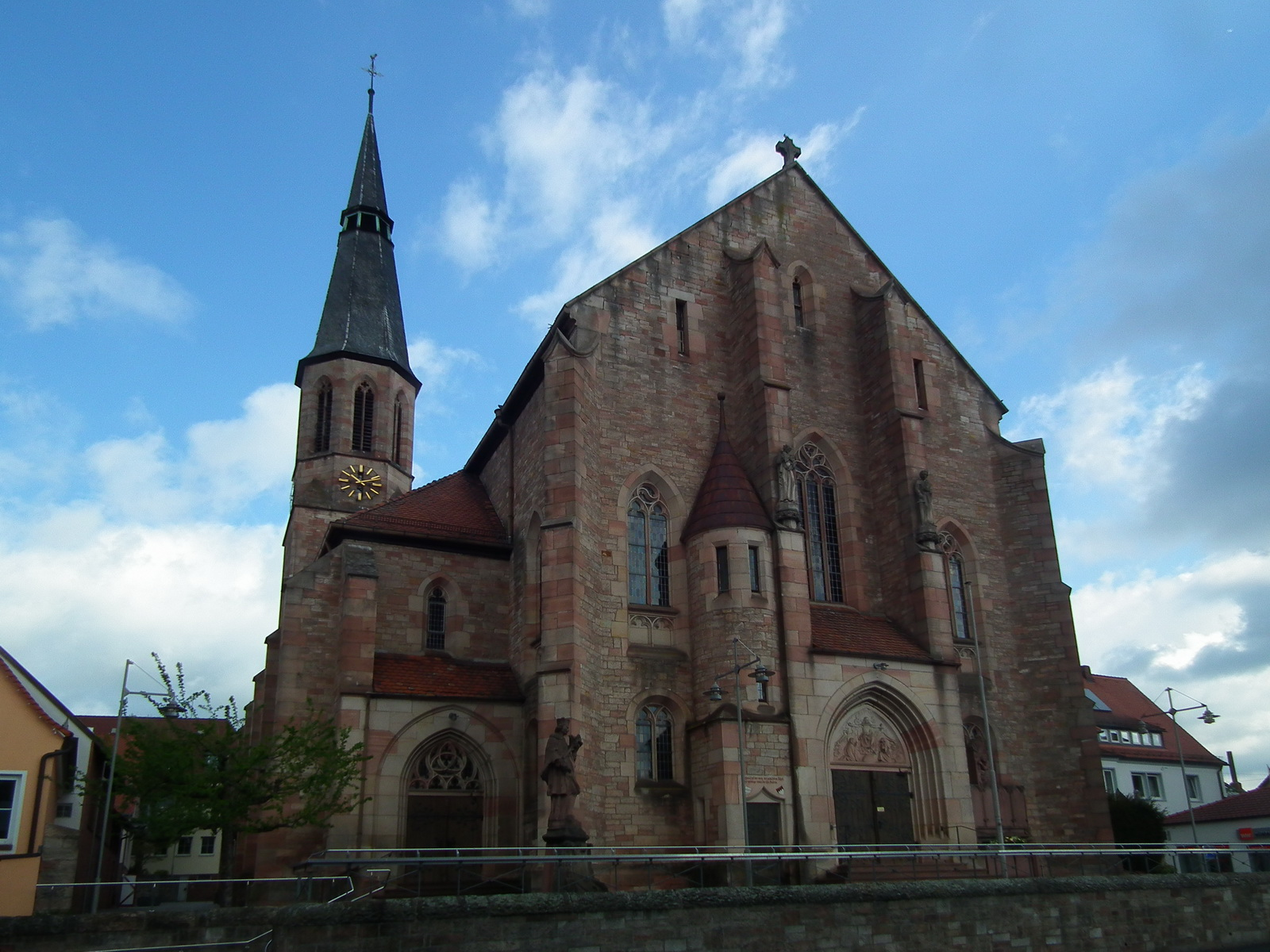
St. Michael in Hösbach

Die römisch-katholische denkmalgeschützte Pfarrkirche St. Michael steht in Hösbach, einem Markt im Landkreis Aschaffenburg (Unterfranken, Bayern). Das Bauwerk ist unter der Denkmalnummer D-6-71-130-5 als Baudenkmal in der Bayerischen Denkmalliste eingetragen. Die Pfarrei gehört zur Pfarreiengemeinschaft Hösbach Maria an der Sonne (Hösbach) im Dekanat Aschaffenburg-Ost des Bistums Würzburg.

## Beschreibung
Die neugotische Hallenkirche wurde 1906 geweiht. Sie besteht aus einem dreischiffigen Langhaus, einem eingezogenen dreiseitig abgeschlossenen Chor an seiner Nordseite und einem Chorflankenturm in der Ecke Westseite Chor/Nordseite östliches Seitenschiff. Die Wände werden von Strebepfeilern gestützt, um den Gewölbeschub der Kreuzrippengewölbe aufzunehmen, mit denen die Kirchenschiffe und der Chor überspannt sind.
Ein Treppenturm an der Fassade führt zur Empore, auf der die Orgel mit 28 Registern, zwei Manualen und Pedal steht. Sie wurde 1960 von Michael Weise gebaut.